# Панос Статоянис
Панос Статоянис  (на гръцки: Πάνος Σταθογιάννης) е гръцки писател, сценарист и преводач от и на български.

### Биография
Панос Статоянис е роден на 29 август 1959 година в Навплио, Гърция. Между 1980 и 1994 година живее в България. Завършва журналистика в Софийския университет „Св. Климент Охридски“, където впоследствие специализира социология на масовите комуникации и му е присъдена степен доктор.
Един от 12-те, основали през 1990 година Ах, Мария – списание за литература и други наслади. Неуморим преводач. Една от водещите фигури в редколегията. Неговото участие продължава до 1994 г. В негов превод на български излизат книгите: Любовни истории на обикновената лудост от Чарлз Буковски (съвместно с Румен Баросов, изд. „Архетип“, С., 1991) и Аскетика от Никос Казандзакис, (изд. „Архетип“, С., 1993) .
Живее и работи в Атина.

### Творчество
Книгите, писани на родния му език, излизат от престижните гръцки издателства „Кедрос“ и „Ливанис“ . След дебютната си поетична книга Сезонът на лисицата (1984) издава романите: Лилавото привлича охлювите (1993), Кивотът с отзивчивите жени (1995), Красивият грък и други зверове на пепелта (1998) и последния – Идеално време за любов и лъжи (2008). Негови произведения са преведени на английски, немски, български, руски, испански и арабски език.
Автор на текстове за песни на Димитрис Митропанос, Пикс Лакс, Йоргос Даларас.
Написал е сценарии за повече от 20 документални филма – продукции на Гръцката национална телевизия. Сценарист на филма Home, Sweet Home, режисьор Корина Аврамиду (2010).

### Преводи
Превел е на гръцки книгите: Аз, Анна Комнина (1996, Награда за най-добър превод на Съюза на преводачите в Гърция), Алквиад Малки и Алквиад Велики (1997) и Случаят Джем (1996) от Вера Мутафчиева, Чевенгур от Андрей Платонов (1997), Акустичното гърне (1998) от Йордан Радичков, Странният рицар на свещената книга (1999) от Антон Дончев, Шест черни разказа (2000) от Христо Запрянов, Родосто, Родосто (2004) от Севда Севан и Дунав мост (2006) от Георги Мишев . Редактирал е преводи на много произведения на балкански и руски писатели, издадени в Гърция.